# María Eulalia von Spanien

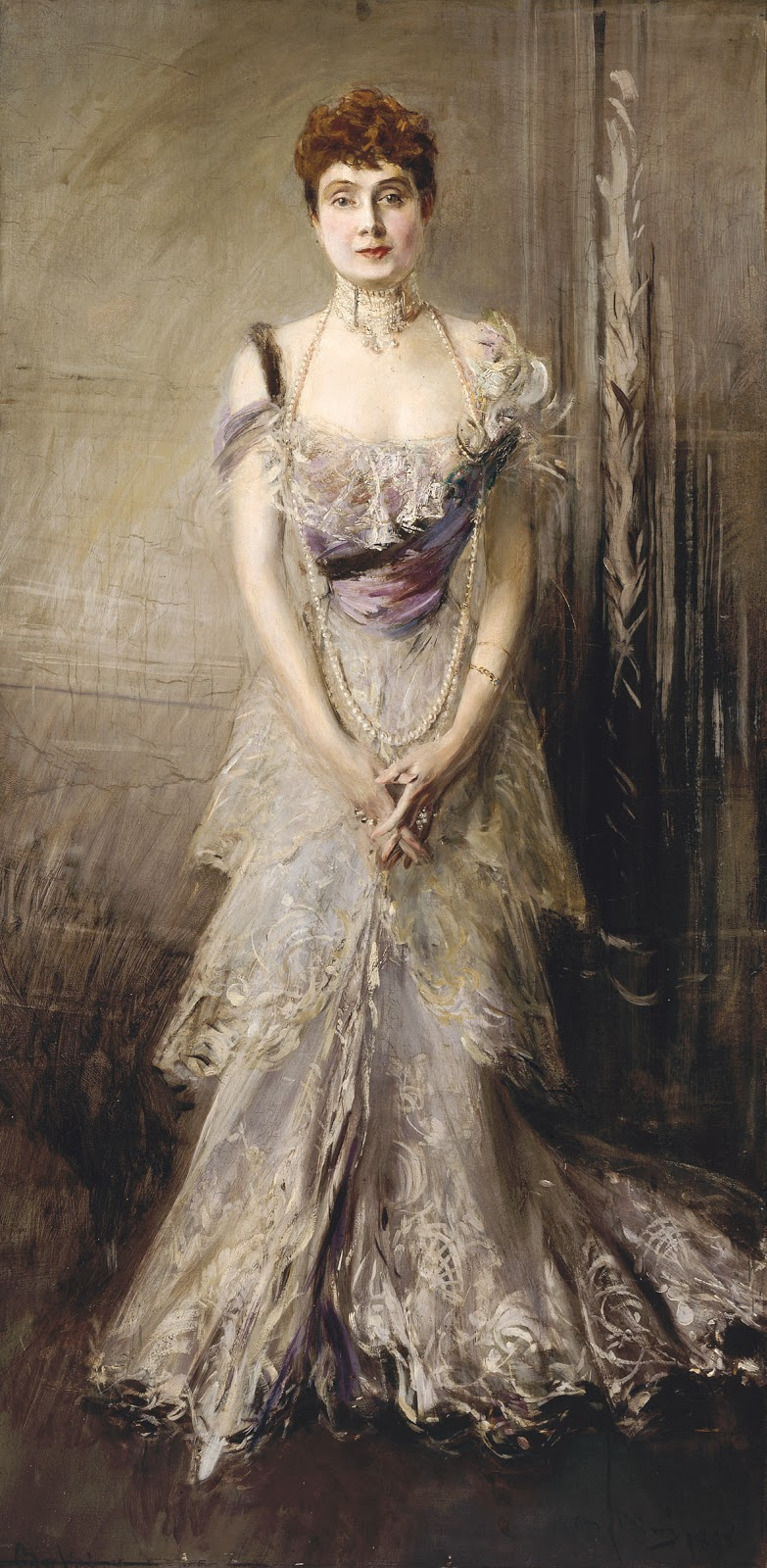
Giovanni Boldini: María Eulalia von Spanien, duchess de Galliera, Öl auf Leinwand, 1898

Infantin María Eulalia von Spanien, vollständiger Name María Eulalia Francisca de Asís Margarita Roberta Isabel Francisca de Paula Cristina María de la Piedad (* 12. Februar 1864 in Madrid; † 8. März 1958 in Irun) war ein Mitglied der spanischen königlichen Familie, durch Heirat Herzogin von Galliera, sowie Schriftstellerin.

## Leben
María Eulalia war die jüngste Tochter der spanischen Königin Isabella II. (1830–1904) und ihres Prinzgemahls Franz d'Assisi Maria Ferdinand (1822–1902), ältester Sohn von Francisco de Paula de Bourbón und Prinzessin Luisa Carlota von Neapel-Sizilien. María Eulalia wurde im Palacio Real geboren. Ihre Taufpaten waren der letzte regierende Herzog von Parma, Piacenza und Guastalla, Robert I., und seine Schwester María Margarita, Herzogin von Madrid.

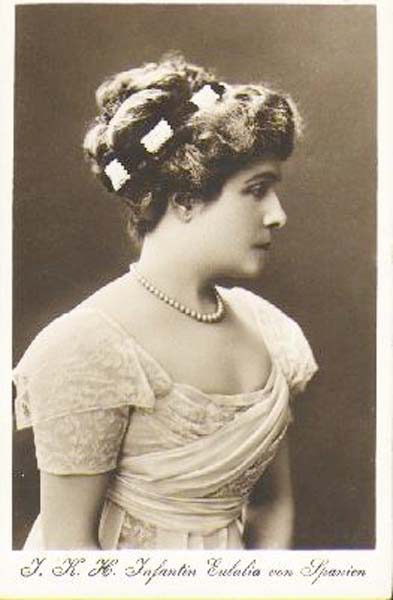
Infantin María Eulalia von Spanien, um 1900

Nach der Vertreibung ihrer Eltern aus Spanien im September 1868 wuchs sie in Wien und Paris auf. Ihre Mutter entsagte der Krone am 25. Juni 1870 zugunsten ihres Sohns Alfons XII., der 1875 nach Wiedereinsetzung der Monarchie den Thron bestieg. Hierauf kehrte María Eulalia nach Spanien zurück und lebte abwechselnd in Madrid, Sevilla und Paris.
Am 6. März 1886 heiratete María Eulalia in Madrid ihren Cousin (ersten Grades), den Infanten Antonio María de Bourbon-Montpensier (1866–1930), dritten Sohn der Infantin Maria Luisa von Spanien und Antoine-Philippe d'Orléans, duc de Montpensier (1824–1890), jüngster Sohn des letzten französischen König Ludwig Philipp I., auch Bürgerkönig genannt. Die Hochzeit musste wegen des frühen Todes ihres Bruders Alfons XII. († 25. November 1885) längere Zeit verschoben werden. Aus der Ehe, die nur aus dynastischen Gründen geschlossen wurde, gingen zwei Söhne hervor:
- Alfonso d'Orleans-Bourbon (1886–1975)

⚭ 1909 Prinzessin Beatrice von Sachsen-Coburg und Gotha
- Luis Fernando d'Orleans-Bourbon (1888–1945)

⚭ 1930 Prinzessin Marie Constance Charlotte Say (1857–1943), Witwe des Prinzen Henri Amédée de Broglie.
Nach der Geburt ihres jüngsten Sohns lebte María Eulalia getrennt von ihrem Mann. Sie wohnte abwechselnd in Spanien, Frankreich und in England. 1893 besuchte sie die Vereinigten Staaten, zuvor machte sie einen Abstecher nach Havanna, Kuba. In Washington, D.C. wurde sie vom Präsidenten Grover Cleveland ins Weiße Haus eingeladen. In New York wurde sie Ehrenmitglied der «Daughters of the American Revolution», als Nachfahrin des spanischen Königs Karl III.
Im Jahr 1908 kam es zu einem Skandal, als ihre Liebesbeziehung mit dem französischen Grafen Georg Maurice Jametel (1859–1944) öffentlich bekannt wurde. Dieser war – seit 1906 getrennt lebend – mit der Prinzessin Marie von Mecklenburg-Strelitz verheiratet. Das Ehepaar wurde auf Betreiben der Prinzessin und späteren Gräfin von Nemerow am 31. Dezember 1908 geschieden.
Die Infantin María Eulalia starb am 8. März 1958 an den Folgen eines Herzanfalls in ihrem Haus in Irun. Sie ruht in Kapelle 4 des Pantheon der Infanten im Real Sitio de San Lorenzo de El Escorial.

## María Eulalia als Schriftstellerin

María Eulalia de Bourbon-Montpensier

María Eulalia schrieb unter dem Pseudonym Comtesse de Ávila mehrere Bücher, war aber innerhalb des Hochadels und bei ihrer Familie umstritten. Vor der Veröffentlichung des Buches Au fil de la vie telegrafierte ihr Neffe König Alfons XIII., sie solle die Veröffentlichung ihres Buches verschieben, bis er es gelesen und seine Erlaubnis dazu gegeben habe. Doch sie ignorierte dies und veröffentlichte ihr Buch. In dem Buch beschrieb sie ihre Eindrücke und Gedanken über die Unabhängigkeit der Frau, Gleichberechtigung, Religion und Traditionen. Im Mai 1915 schrieb sie in der englischen Monatszeitschrift The Strand Magazine einen Artikel über den deutschen Kaiser Wilhelm II.; einen Monat später wurde ihr nächstes Buch veröffentlicht, Court Life from Within. Im August 1925 erschien ihr drittes Buch, Courts And Countries After The War. Darin kommentierte sie die politische Situation nach dem Ersten Weltkrieg. 1935 veröffentlichte sie ihre Autobiografie Mémoires de S.A.R. l'infante Eulalie, 1868–1931.

## Schriften
- Au fil de la vie. Société française d'Imprimerie et de Librairie, Paris 1911.
- Court Life from Within. Cassell, London 1915; Nachdruck: Dodd, Mead, New York 1915 (Digitalisat).
- Courts And Countries After The War. Hutchinson, London 1925; Nachdruck: Dodd, Mead, New York 1925 (Digitalisat)
- Mémoires de S.A.R. l'infante Eulalie, 1868-1931. Plon, Paris 1935.